# Strobilomyces strobilaceus
Strobilomyces strobilaceus (Giovanni Antonio Scopoli, 1770 ex Miles Joseph Berkeley, 1851, sin. Strobilomyces floccopus (Martin Vahl, 1797 ex Petter Adolf Karsten, 1882), este o specie de ciuperci comestibile din încrengătura Basidiomycota în familia Boletaceae și de genul Strobilomyces, a cărei nume generic este derivat din cuvântul grec antic (greacă στρόβιλος (strobilos)=con de brad). Acest burete, numit în popor  moșneagul pădurii sau hrib flocos, coabitează, fiind un simbiont micoriza (formează micorize pe rădăcinile arborilor). În România, Basarabia și Bucovina de Nord, el se dezvoltă, crescând solitar sau în grupuri mici, numai în păduri de foioase, preferând stejari, fagi și castani. Timpul apariției este din iulie până în octombrie (noiembrie).

## Descriere

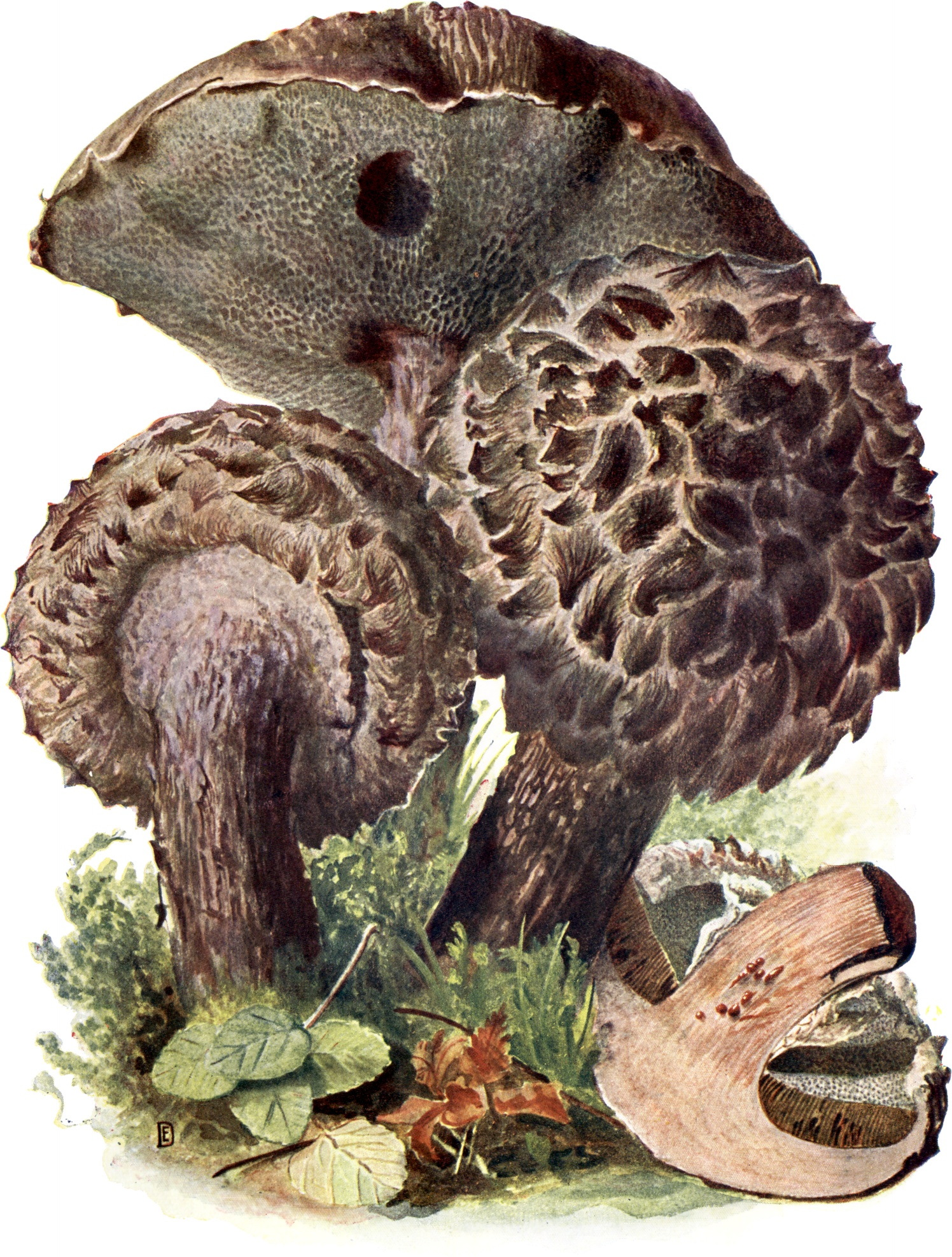
St. strobilaceus

- Pălăria: are un diametru între 5 și 15 (20) cm, este inițial semisferică, devenind apoi repede convexă și aplatizându-se odată cu maturitatea. Cuticula este uscată, lânoasă, acoperită cu solzi mari, gri închiși până brun-negricioși, lânoși și piramidali pe un fond gri-albicios. Marginea prezintă franjuri albicioase, rămășite ale vălului universal. După o sectiune, carnea se colorează roz.
- Tuburile și porii: sporiferele sunt lungi (3 cm), simple, aderente la picior și ușor decurente precum gri-albicioase, la bătrânețe gri închise. După o leziune schimbă culoarea destul de repede în negricios. Porii sunt poligonali, de un gri murdar care se transformă după atingere în brun până negru.
- Piciorul: are o lungime de 8 până la 15 cm și o grosime de 1 până la 2 (3) cm, este plin și cilindric, la maturitate foarte fibros, fiind flocos, lânos, uneori reticulat în apropierea bazei. El prezintă un inel sau cel puțin o zonă inelară. Coloritul este gri-albicios, dar se decolorează imediat după tăiere negricios, în special spre bază.
- Carnea: este destul de tare și compactă în pălărie, dar foarte fibroasă în picior, Își schimbă culoarea ei gri-albicioasă după o leziune în  roz (pălărie) respectiv în negru (picior). Mirosul este slab, la vârstă însă neplăcut pământos, gustul la bureți tineri plăcut, devenind la bătrânețe amar.
- Caracteristici microscopice: are spori de un brun închis, rotunjori, cu creste ornamentate și linii ce formează o rețea, având o mărime de 10-12 x 8,5-10 microni.[4][5]
- Reacții chimice: Buretele se decolorează cu acid azotic galben, cu anilină rozaliu, cu Hidroxid de potasiu roșu, mai târziu maroniu, cu sulfat de fier gri până gri-albăstrui și cu tinctură de Guaiacum albastru.[6]

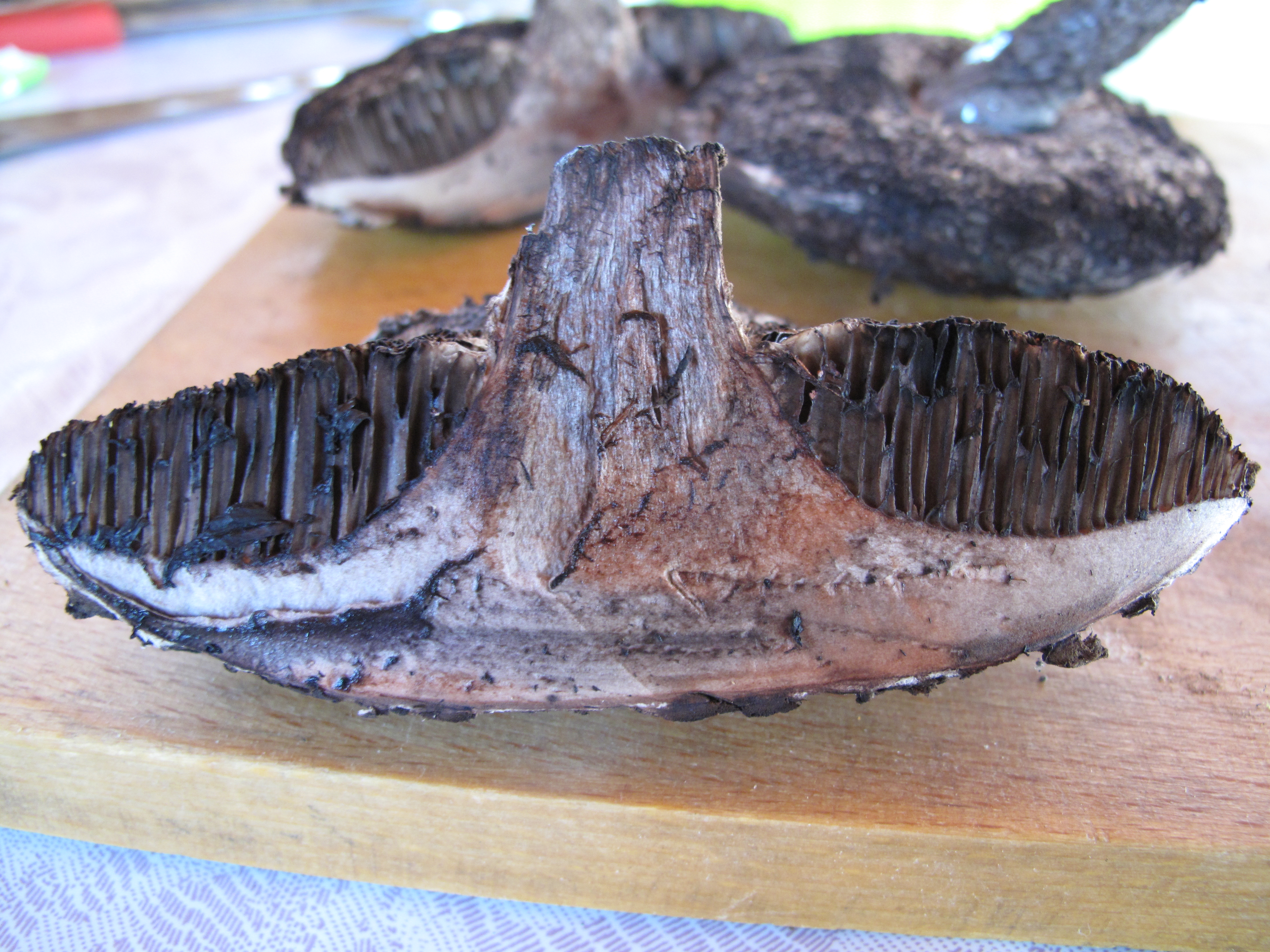
S. strobilaceus, tuburi
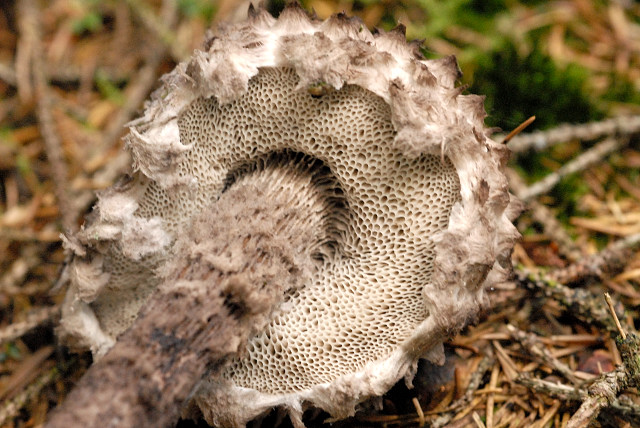
S. strobilaceus, pori
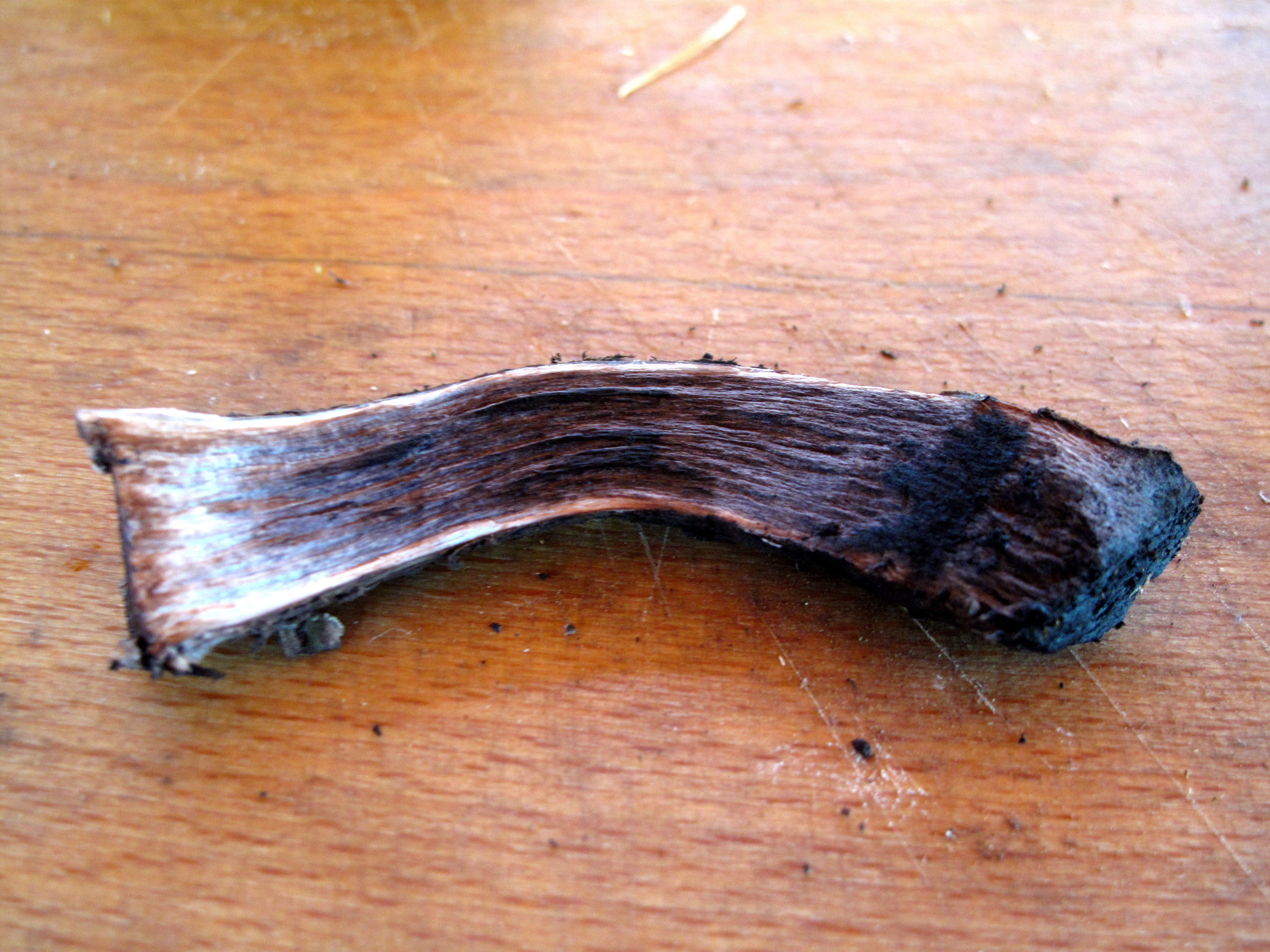
S. strobilaceus, picior înjumătățit
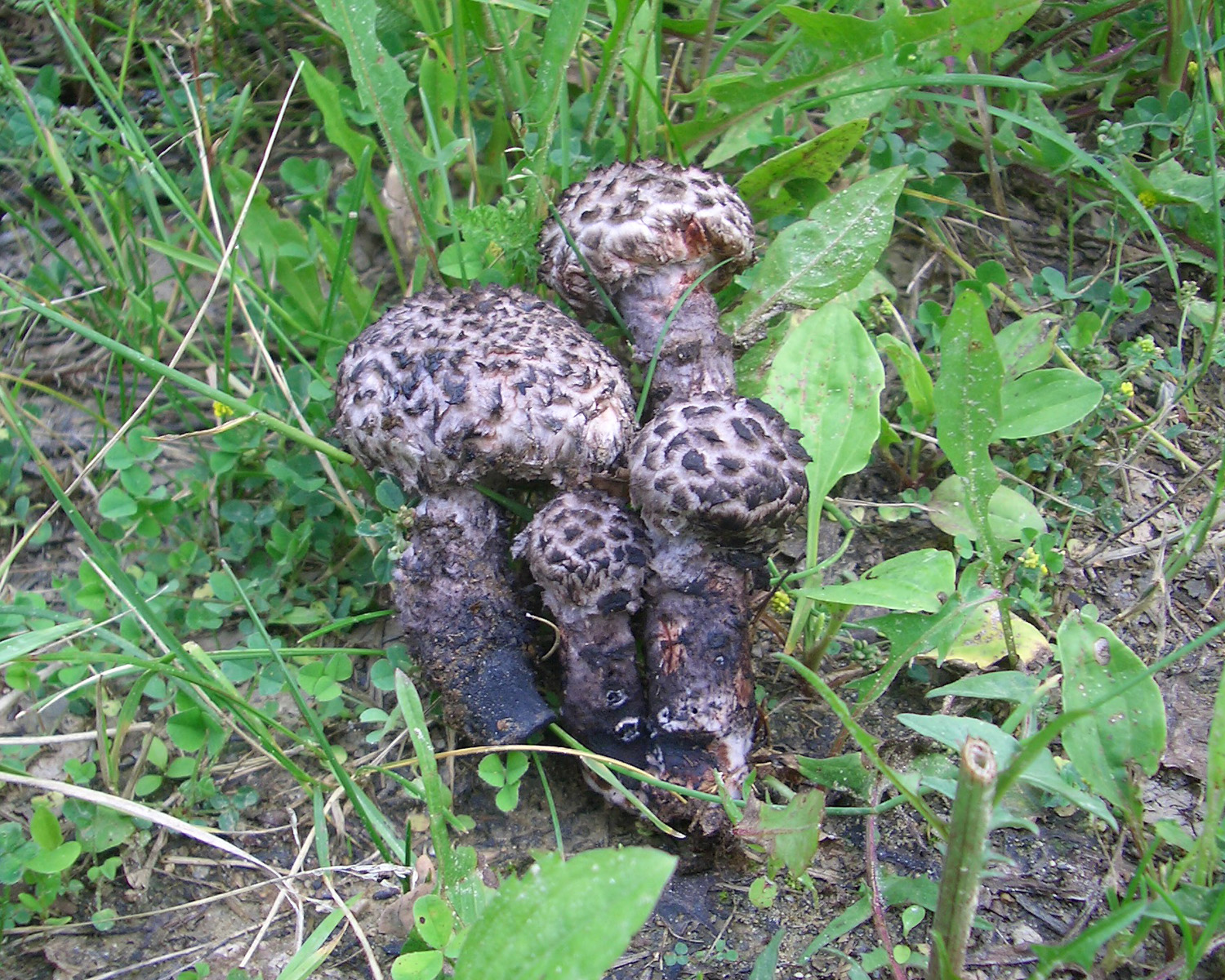
S. strobilaceus tineri
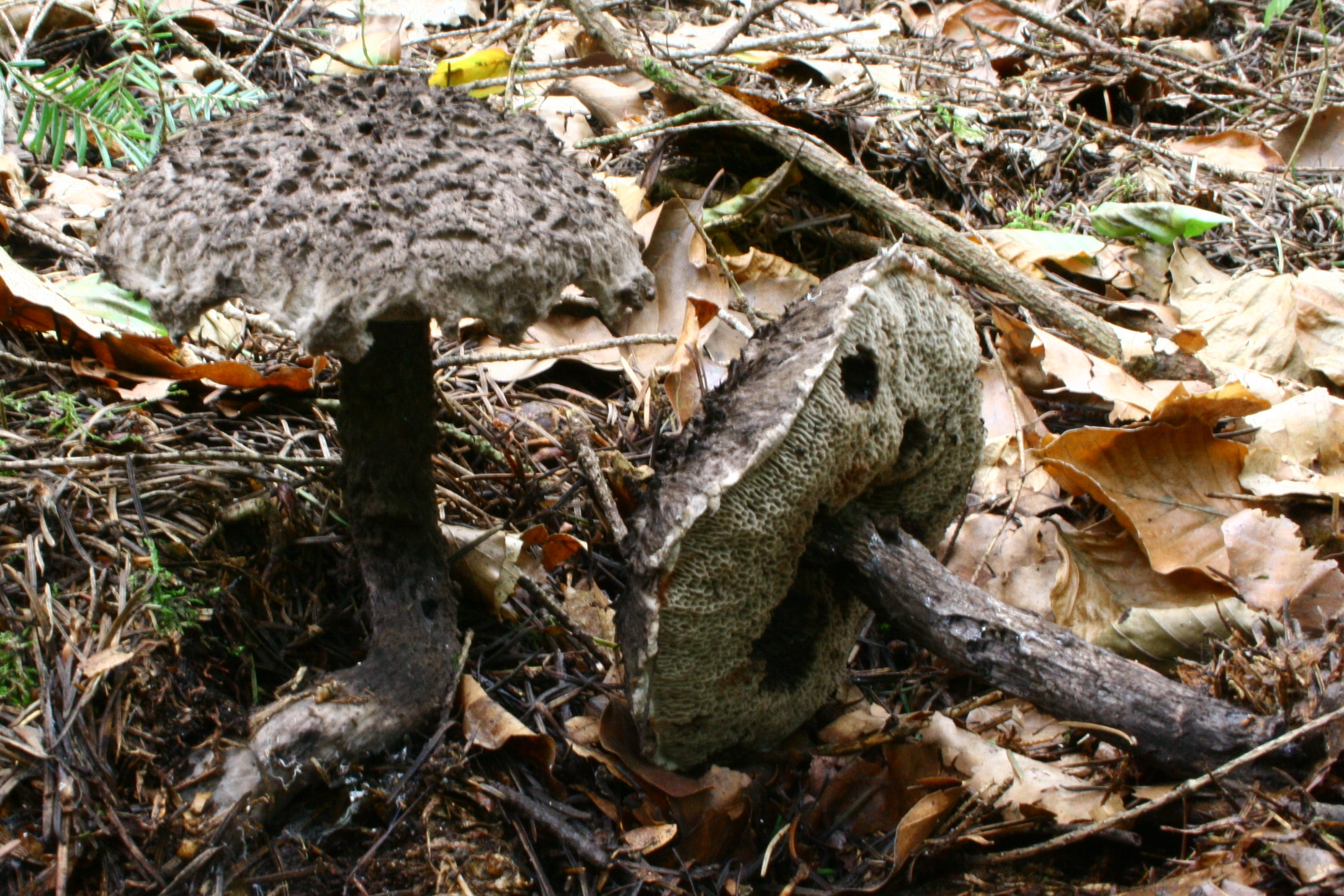
S. strobilaceus bătrâni

## Confuzii
În mod general, această ciupercă nu poate fi confundată, fiind singura specie europeană de acest gen. Începători care nu sau uitat dedesubtul pălăriei, au confundat-o deja cu  comestibilul Sarcodon imbricatus (are țepi) sau cu otrăvitorul  Tricholoma tigrinum (are lamele).

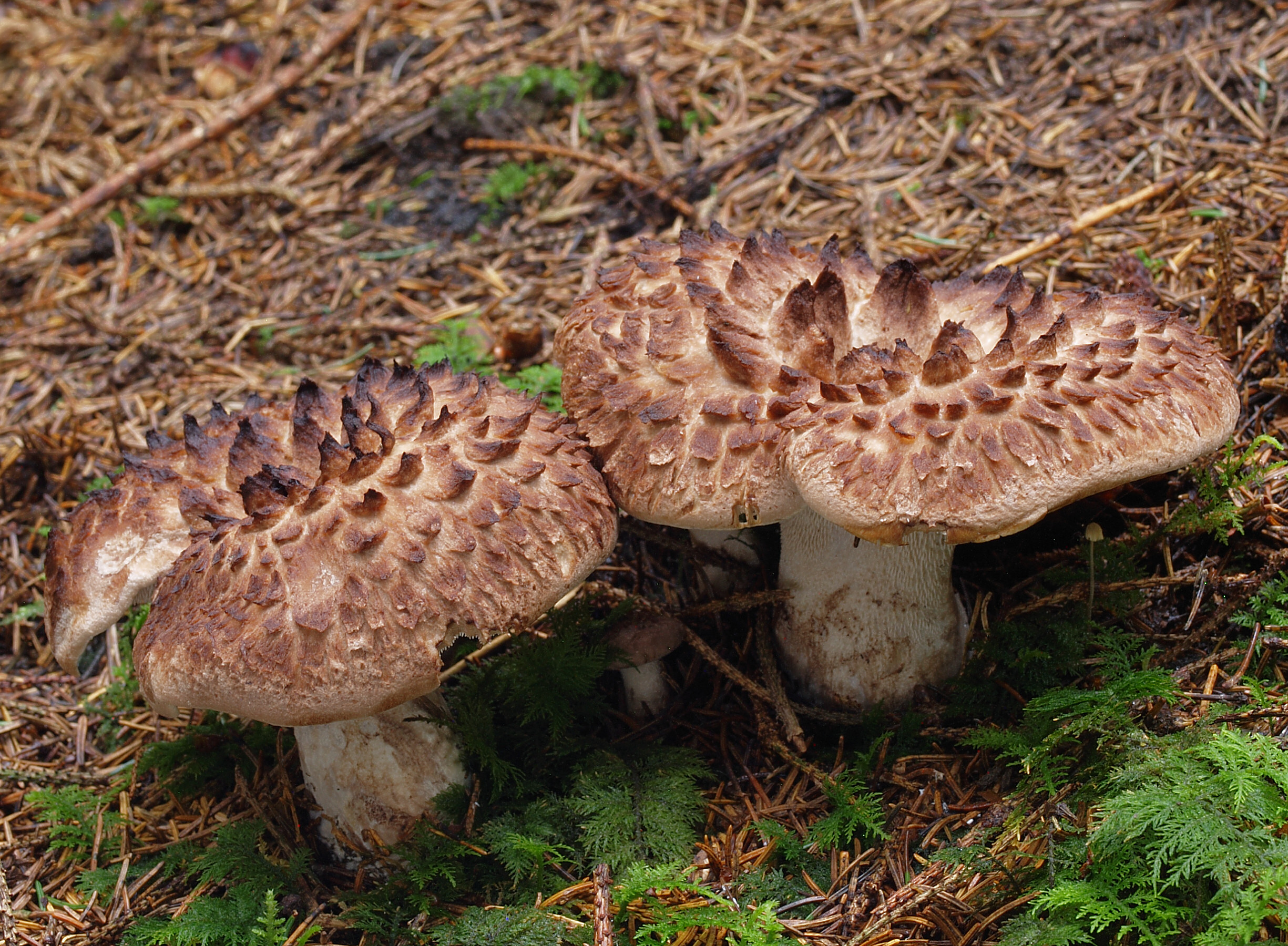
Sarcodon imbricatus
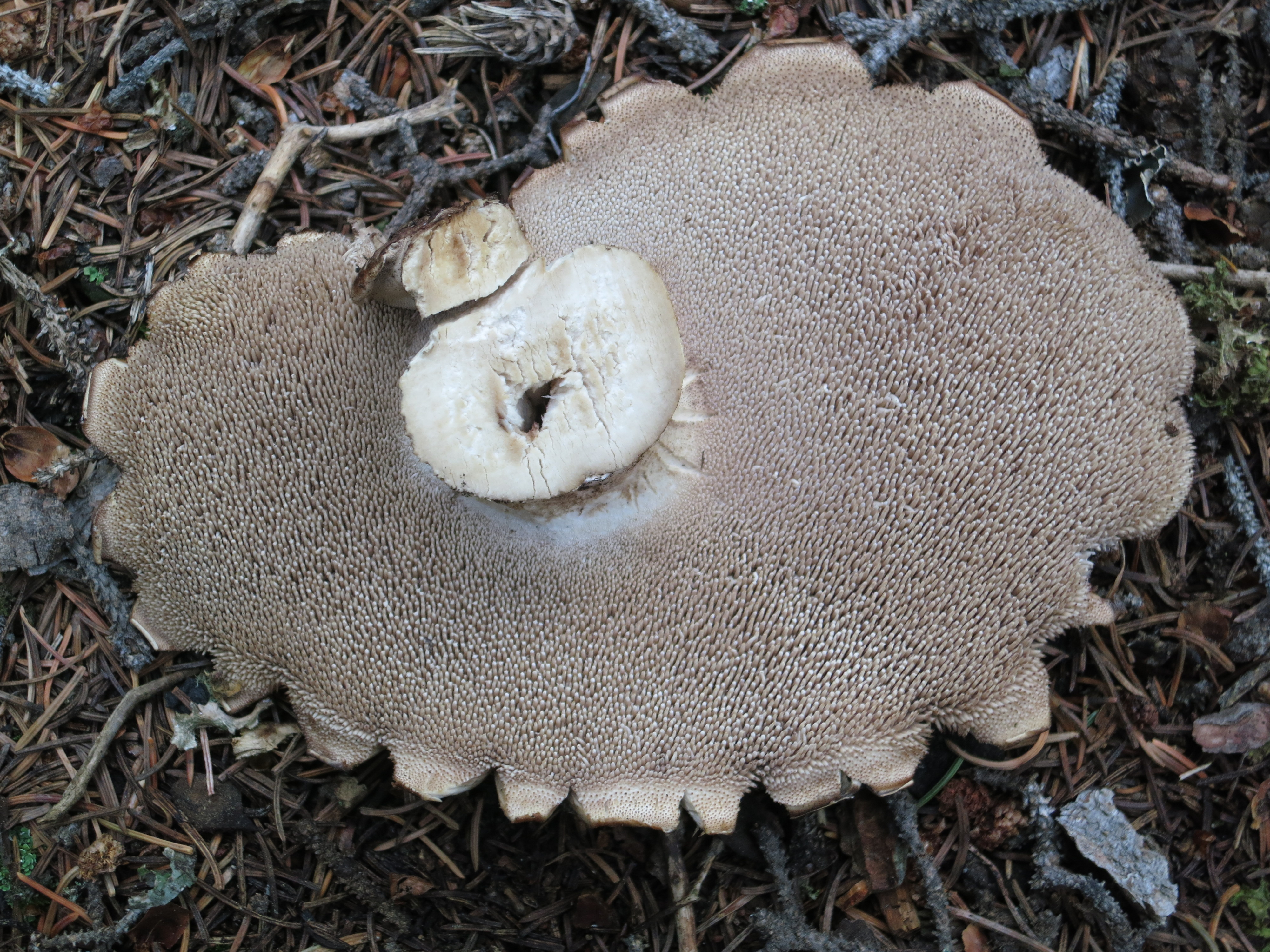
Sarcodon imbricatum, țepi
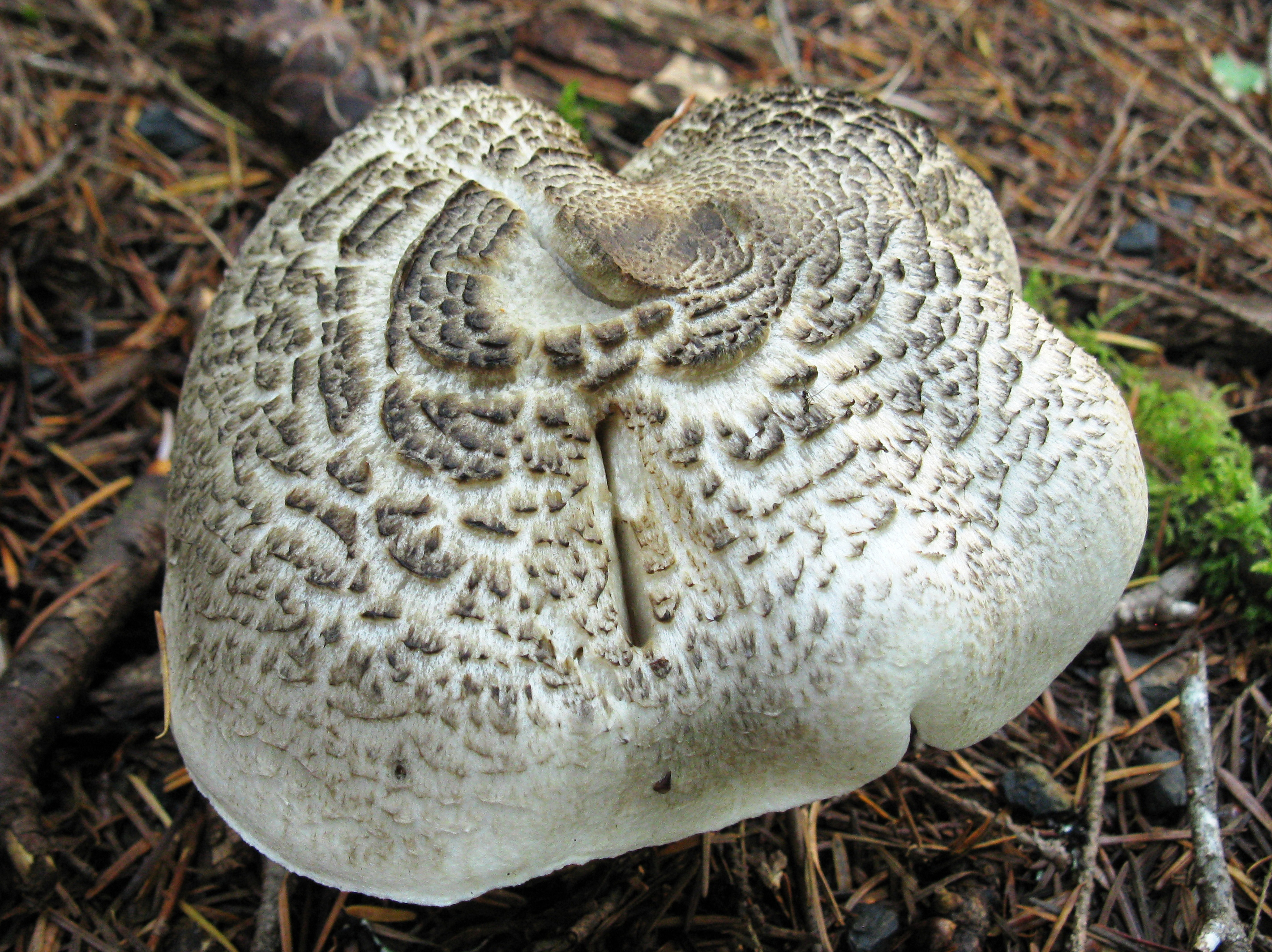
!!!Tricholoma pardinum!!!
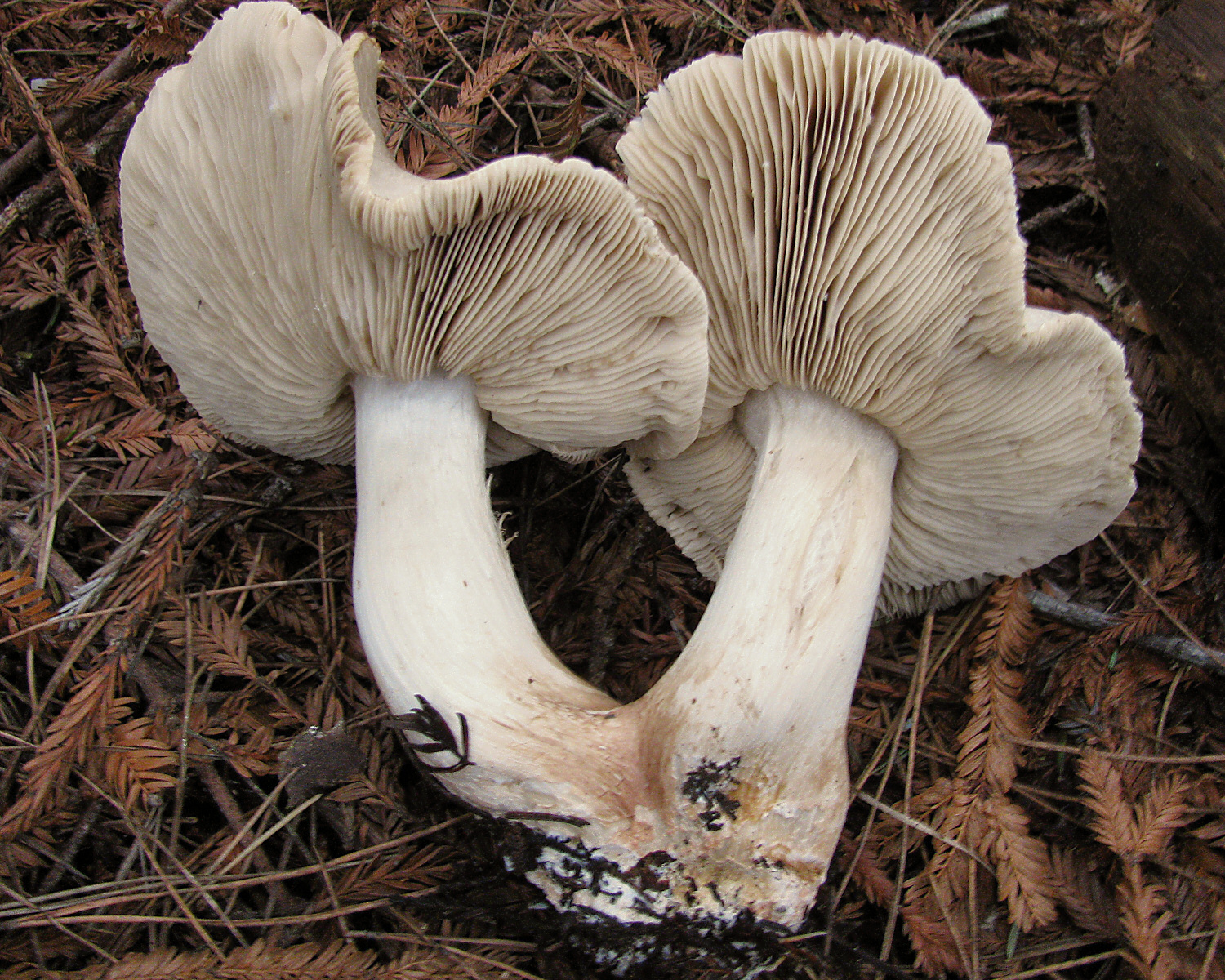
!!!Tricholoma pardinum!!! lamele

## Valorificare
Moșneagul pădurii este comestibil numai în stadiu tânăr, când piciorul încă nu este fibros iar mirosul și gustul mai sunt potriviți. După ce buretele apare destul de rar (câteodată lipsește câțiva ani) și gustul nefiind prea savuros, se recomandă cruțarea lui.